# Treffort-Cuisiat
Treffort-Cuisiat – miejscowość i dawna gmina we Francji, w regionie Owernia-Rodan-Alpy, w departamencie Ain.
W dniu 1 stycznia 2016 roku z połączenia dwóch ówczesnych gmin – Pressiat oraz Treffort-Cuisiat – powstała nowa gmina Val-Revermont. Siedzibą gminy została miejscowość Treffort-Cuisiat. W 2013 roku populacja Treffort-Cuisiat wynosiła 2334 mieszkańców.

## Populacja

Populacja Treffort-Cuisiat w latach 1962–2008